# Дзейтов, Адам Хаджибикерович
Адам Хаджибикерович Дзейтов (24 мая 1975, Чечено-Ингушская АССР, СССР) — российский футболист, ныне генеральный директор клуба «Ангушт».

## Карьера
В качестве футболиста выступал на позиции защитника и полузащитника. В 1992 году дебютировал в первенствах России в составе
«Терека». В дальнейшем выступал за команды: «Гигант» (Грозный), «Ангушт» (Назрань), «Спартак» (Нальчик), «Нефтяник-ИНГП» (Малгобек), «Карабах-Азерсун» (Азербайджан), «Волгарь-Газпром» (Астрахань).
Выступал во Втором и Первом российском дивизионе, а также в азербайджанской Премьер-Лиге.

## Достижения
- Бронзовый призёр Чемпионата Азербайджана (1): 2003/2004.
- Победитель зоны «Юг» Второго дивизиона (2): 2004, 2005.